# 30. јануар
30. јануар је тридесети дан у години у Грегоријанском календару. 335 дана (336 у преступним годинама) остаје у години после овог дана.

## Догађаји
- 1018 — Потписивањем Будишинског мира између светог римског цара Хајнриха II и пољског кнеза Болеслава I завршен је Немачко-пољски рат.
- 1648 — Потписивањем Минстерског мира окончан је Осамдесетогодишњи рат Шпаније и Уједињених Провинција Низоземске.
- 1649 — У Лондону због издаје погубљен енглески краљ Чарлс I после пораза његових снага у грађанском рату с републиканским снагама Оливера Кромвела.
- 1661 — Оливер Кромвел, лорд-протектор Комонвелта Енглеске, је ритуално погубљен две године после своје смрти, на годишњицу смрти краља кога је он збацио.
- 1661 — Пољско-литванска државна заједница је уступила Руском царству Кијев, Смоленск и део Украјине источно од Дњепра по одредбама примирја из Андрусова.
- 1826 — Отворен је мост Менај између Велса и острва Англси, који се сматра за први модерни висећи мост.
- 1841 — Пожар је уништио две трећине порториканског града Мајагвеза.
- 1847 — Град Јерба Буена у Калифорнији добио назив Сан Франциско.
- 1862 — Поринута је прва америчка оклопњача УСС Монитор.
- 1913 — Британски Дом лордова је одбацио Закон о ирској самоуправи.
- 1933 — Адолф Хитлер је положио заклетву као немачки канцелар.
- 1937 — Тринаест функционера Комунистичке партије СССР осуђено на смрт због наводног учешћа у завери Лава Троцког против врха државе.
- 1937 — Адолф Хитлер је изјавио у Рајхстагу да Немачка повлачи свој потпис са Версајског мировног уговора.
- 1943 — Краљевско ратно ваздухопловство у Другом светском рату почело прво даноноћно бомбардовање Берлина.
- 1945 — Вилхелм Густоф, пренатрпан немачким избеглицама, је потонуо у Балтичком мору након што га је торпедовала совјетска подморница, при чему је погинуло око 9.500 особа што је највећа поморска несрећа.
- 1964 — У СССР први пут у историји космонаутике уз помоћ једне ракете лансирани сателити у различите орбите, „Електрон 1“ и „Електрон 2“
- 1967 — Папа Павле VI срео се с председником Президијума Врховног совјета СССР Николајем Подгорним, првим шефом совјетске државе који је посетио Ватикан.
- 1968 — У Вијетнамском рату почела једномесечна Тет офанзива, под командом северновијетнамског генерала Воа Нгујена Ђапа, током које су северновијетнамске трупе и јужновијетнамски герилци напали Сајгон и више од 100 других места у Јужном Вијетнаму.
- 1969 — Одржан је последњи јавни наступ Битлса, на крову њихове продукцијске куће „Епл рекордс“ у Лондону. Овај импровизовани концерт прекинула је полиција.
- 1972 —
  - Пакистан напустио Комонвелт у знак протеста због одлуке Уједињеног Краљевства, Аустралије и Новог Зеланда да признају Бангладеш.
  - Британски војници у Лондондерију, у Северној Ирској, убили су 13 људи, учесника забрањеног марша за људска права католика.
- 1992 — Аргентина отворила досијеа нациста који су после Другог светског рата побегли у Јужну Америку.
- 1995 — У једном од најтежих напада током трогодишње побуне исламских екстремиста у Алжиру, у експлозији аутомобила-бомбе погинуло најмање 20, а повређено око 60 људи.
- 2000 — Цијанид који се излио из румунског рудника Баја Маре у притоке реке Тисе, Лапош и Самош, а потом у Дунав, изазвао еколошку катастрофу. У речни слив испуштено 120 тона цијанида и 20.000 тона талога који садржи тешке метале.
- 2003 — У Скупштини СР Југославије ратификован Споразум о двојном држављанству СРЈ и Босне и Херцеговине.
- 2007 — Мајкрософт на тржиште пустио оперативни систем Windows Vista, после више од пет година од публиковања претходног Windows оперативног система (Windows XP).
- 2021 — Срушио се војни хеликоптер у планинском подручју на истоку Кубе и свих пет чланова посаде је погинуло.

## Рођења
- 1804 — Сима Андрејевић, српски трговац, хуманиста и црквено-просветни добротвор. (прем. 1882)[1]
- 1882 — Френклин Делано Рузвелт, амерички политичар, 32. председник САД. (прем. 1945)[2]
- 1927 — Улоф Палме, шведски политичар, 22. и 26. премијер Шведске. (прем. 1986)[3]
- 1929 — Исаму Акасаки, јапански физичар, добитник Нобелове награде за физику (2014). (прем. 2021)[4]
- 1930 — Џин Хекман, амерички глумац и писац. (прем. 2025)[5]
- 1937 — Борис Спаски, руски шахиста. (прем. 2025)[6]
- 1937 — Ванеса Редгрејв, енглеска глумица.[7]
- 1939 — Јован Миладиновић, српски фудбалер и фудбалски тренер. (прем. 1982)[8]
- 1940 — Борис Подрека, словеначко-италијански архитекта.[9]
- 1941 — Дик Чејни, амерички политичар, 45. потпредседник САД.
- 1943 — Јанош Месарош, српски сликар.[10]
- 1950 — Вељко Влаисављевић, словеначки гинеколог и академик, инострани члан састава Српске академије науке и уметности.[11]
- 1951 — Фил Колинс, енглески музичар, музички продуцент и глумац.[12]
- 1951 — Енди Андерсон, енглески музичар, најпознатији као бубњар групе The Cure. (прем. 2019)[13]
- 1956 — Дарко Рундек, хрватски музичар, песник, редитељ и глумац.[14]
- 1973 — Џејлен Роуз, амерички кошаркаш.[15]
- 1974 — Кристијан Бејл, енглески глумац.[16]
- 1974 — Оливија Колман, енглеска глумица.[17]
- 1975 — Жунињо Пернамбукано, бразилски фудбалер.[18]
- 1976 — Гоце Христов, македонски фудбалер.[19]
- 1981 — Димитар Бербатов, бугарски фудбалер.[20]
- 1981 — Питер Крауч, енглески фудбалер.[21]
- 1983 — Славко Вранеш, црногорски кошаркаш.[22]
- 1985 — Жисела Дулко, аргентинска тенисерка.[23]
- 1985 — Бранислав Митровић, српски ватерполиста.[24]
- 1986 — Лукас Биља, аргентински фудбалер.[25]
- 1989 — Јосип Пиварић, хрватски фудбалер.[26]
- 1991 — Нина Мицић, српска сноубордерка.[27]
- 1992 — Филип Ђуричић, српски фудбалер.[28]
- 1994 — Никола Чворовић, српски кошаркаш.[29]

## Смрти
- 1948 — Орвил Рајт, амерички пилот и конструктор авиона. (рођ. 1871)[30]
- 1948 — Махатма Ганди, вођа покрета за независност Индије. (рођ. 1869)[31]
- 1951 — Фердинанд Порше, аустријски аутомобилски инжењер, творац Фолксваген „бубе“. (рођ. 1875)[32]
- 1986 — Густав Шебеш, мађарски фудбалски играч и тренер. (рођ. 1906)[33]
- 1990 — Слободан Марковић-Либеро Маркони, новинар и књижевник. (рођ. 1928)[34]
- 2006 — Слободан Бода Марковић, редитељ, уредник Драмског програма Радио Београда. (рођ. 1935)[35]
- 2007 — Сидни Шелдон, амерички књижевник и сценариста. (рођ. 1917)[36]
- 2012 — Живан Сарамандић, оперски певач, првак Опере Народног позоришта у Београду. (рођ. 1939)[37]

## Празници и дани сећања
- Српска православна црква слави:
  - Преподобног Антонија Великог
  - Светог Цара Теодосија Великог
  - Светог мученика Георгија Новог